# 陶拉梅納
陶拉梅納是哥倫比亞的城鎮，位於該國東部，由卡薩納雷省負責管轄，始建於1663年，面積2,391平方公里，海拔高度464米，2005年人口15,896，人口密度每平方公里6.65人。
5°01′N 72°45′W / 5.017°N 72.750°W